# 신북초등학교 (전남)
신북초등학교는 대한민국 전라남도 영암군에 있는 공립 초등학교이다.

## 학교 연혁
- 1922년 10월 1일 신북공립보통학교(4년제) 설립인가
- 1925년 4월 1일 6년제 인가
- 1938년 4월 1일 신북공립심상소학교로 개칭
- 1941년 4월 1일 신북공립국민학교로 개칭
- 1949년 12월 31일 신북국민학교로 개칭
- 1971년 3월 1일 행월분교장 인가
- 1973년 3월 1일 행월국민학교 분리
- 1981년 3월 1일 병설유치원 인가
- 1987년 3월 1일 특수학급 설치
- 1994년 9월 1일 행월국민학교 편입
- 1996년 3월 1일 신북초등학교로 개칭
- 1996년 3월 1일 행월분교장 통폐합
- 1998년 3월 1일 신북남초등학교 통폐합
- 1999년 9월 1일 신북서초등학교 편입
- 2003년 3월 25일 농어촌 현대화학교 준공식
- 2011년 3월 1일 신북서분교장 통폐합
- 2021.03.01 제29대 박헌주 교장 부임
- 2023.01.06 제98회 10명 졸업 (총 9,898명 졸업)

## 참고 자료
- 신북초등학교 - 한국교육학술정보원 학교알리미